# Basutoponny
Basutoponnyn är en hästras av ponnytyp från Sydafrika och Lesotho (förr Basutoland). Den är en större ponny men kallas ibland för liten häst då dess karaktär och utseende mer påminner om större hästar än ponnyer. Rasen används ofta inom hästpolo, galoppsport och ridning men på vissa håll används den även inom lättare jordbruk. Trots att basutoponnyn främst utvecklades i Lesotho så räknas basutoponnyns officiella hemland oftast som Sydafrika och rasen är mer känd som den vanligaste ponnyn i Sydafrika. Basutoponnyn har stora likheter med javaponnyn även om denna utvecklades ända borta i Indonesien, men dessa två raser har troligtvis samma bakgrund i hästar som fördes till de holländska kolonierna av Ostindiska kompaniet. 

## Historia
Länderna i Afrika har aldrig varit några större hästnationer, förutom i norra Afrika där förekomsten av ökenhästar som berberhästen och olika arabiska fullblodshästar som den egyptiska araben var väldigt vanliga. I södra Afrika fanns väldigt få hästar och dessa var för det mesta hästar som vandrat norrifrån. 
De första hästarna fördes in i Sydafrika 1653 av Ostindiska kompaniet och den första lasten var på 4 hästar som troligtvis var orientaliska hästar som arabiska fullblod och berberhästar. Dessa hästar användes till att avla fram en rad med olika afrikanska hästraser. Basuton var bland annat baserad på små hästar som fördes in i Basutoland, som det området hette då. 
De mindre hästarna som hade förts in i landet korsades med de importerade fullblodshästarna och man fick fram en lite större men nätt och ädel ponny som helt enkelt kallades Basutoponny. Basutoponnyer korsades med andra importerade hästraser som engelskt fullblod, norfolktravare och hackneyhästar och bildade på så sätt en större häst som kallades boerhäst, eller kaphäst. Från början var troligtvis basuton och Boerhästen samma ras, men medan Basutoponnyn förblev relativt orörd så korsades Boerhästarna kontinuerligt med engelska och arabiska fullblod, vilket gjorde boerhästen både större och mer ädel än basutoponnyn.  
Under kriget mellan zulufolket och nybyggarna i södra Afrika togs många Boerhästar som krigsbyte till Lesotho. På grund av de karga omgivningarna inavel och utavel med lokala ponnyer degenererades stammarna av Boerhästar och Basutoponnyn blev den nya kvalitetshästen och då den var riktigt snabb och säker på foten började man använda den inom galoppsport och även för långritter och till den populära sporten hästpolo. Basutoponnyn blev så populär att tusentals exemplar av rasen exporterades men många av de bästa hästarna dödades under andra boerkriget (1899-1902). Under slutet av 1900-talet och även idag har man någorlunda återställt rasens status i södra Afrika genom högklassig avel och noggrann registrering av födda och sålda hästar. 
Basutoponnyn har även använts för att förfina andra afrikanska ponnyraser och ingick i utvecklingen av rasen nooitgedachter.

## Egenskaper
Basutoponnyn har samma karaktär som stora hästar med fina utmejslade, men lite tunga huvuden på en lång och smal hals och med en smal och lång rygg. Benen är ganska långa men starka och hovarna tåliga och hårda. Ponnyns exteriör är ganska smal och men rasen är fint och jämnt musklad. Rasen jämförs ofta med javaponnyn från Indonesien då de liknar varandra i utseende och troligtvis har samma härkomst. 
Rasen är känd för att kunna springa snabbt men ändå säkert på stenig och ojämn mark och då de konstant användes som rid- och transporthästar i bergig och tuff terräng har basutoponnyerna utvecklats till härdiga och tuffa ponnyer med stor säkerhet på foten. Ponnyn är även populär för sitt mod och orädsla. Vissa hästar har även upp till två extra gångarter kallade tripple och pace. Basutoponnyer varierar väldigt i mankhöjd men blir oftast inte högre än 142 m. 